# Assassination Tango
Assassination Tango es una película argentina-estadounidense de Robert Duvall, protagonizada por Robert Duvall, Katherine Micheaux Miller, Kathy Baker, Natalia Lobo y Rubén Blades. El guion fue escrito por Robert Duvall. Estrenada el 4 de septiembre de 2003.

## Sinopsis
Cuenta la historia de John J. Anderson, un matón a sueldo excéntrico y temperamental oriundo de los bajos fondos de Brooklyn, que es contratado por una familia argentina para asesinar a un general retirado. Mientras su objetivo se retrasa, su curiosidad y afición al baile lo llevan a interesarse por el tango, y a apasionarse por Manuela, una joven y elegante bailarina.

## Actores
- Robert Duvall (John J. Anderson)
- Katherine Micheaux Miller (Jenny)
- Kathy Baker (Maggie)
- Natalia Lobo
- Alejandra Radano
- Rubén Blades (Miguel)
- María Nieves
- Luciana Pedraza (Manuela)
- Julio Oscar Mechoso (Orlando)
- James Keane (Whitey)
- Frank Gio (Frankie)
- Frank Cassavetes (Jo Jo)
- Michael Corrente (Policía)
- Raúl Outeda (Tony Manas)
- Géraldine Rojas (Pirucha)
- Elbio Nessier (General Humberto Rojas)
- Gregory Dayton
- Gustavo Pastorini
- Jorge Varas
- Jorge Noya
- Héctor Malamud
- Ruperto Herrera (Mafioso - Proxeneta)
- Marzenka Novak (tía de Orlando)